# Mammamia
«Mammamia» (estilizado en mayúsculas) es una canción de la banda italiana Måneskin, publicada como sencillo el 8 de octubre de 2021 por Sony Music. Descrita como una canción dance-punk y rock con influencia dance, fue compuesta por todos los miembros de la banda y coproducida con Fabrizio Ferraguzzo. Escrita únicamente por el líder de la banda, Damiano David, la letra representa a una persona que intenta expresarse, pero está limitada por la falta de comprensión de la sociedad. Además, se escribieron algunas líneas en respuesta a las críticas que recibió el líder de la banda. Elogiada por su sonido "áspero", la canción fue comparada con el sencillo anterior del grupo, «I Wanna Be Your Slave».
Comercialmente, "Mammamia" alcanzó su punto máximo entre los 10 primeros de las listas en Italia y Lituania. Se registró en otros 16 países y ha sido certificado platino en Italia por la Federación de la Industria Musical Italiana (FIMI). Un video musical adjunto dirigido por Rei Nadal se estrenó en YouTube el 19 de octubre de 2021. En el clip, se ve a la banda regresando de una fiesta en la que David actuó molesto con sus compañeros de banda, por lo que imaginan matándolo de diferentes maneras. La canción ha sido interpretada por Måneskin en The Tonight Show Starring Jimmy Fallon, MTV Europe Music Awards 2021, ALTer EGO y el Coachella 2022.

## Composición
Escrita por los cuatro miembros de la banda, «Mammamia» es una canción de rock con influencias del EDM y el pop. El líder Damiano David la describió como «una canción suave, no tan fuerte para entrenerse» con letras que «hablan de la libertad del gusto, especialmente del sexo».

## Videoclip
El videoclip de «Mammamia», dirigido por Rei Nadal, fue publicado el 19 de octubre de 2021 a través del canal de YouTube de Måneskin.

## Posicionamiento en listas
| Listas (2021)                                           | Mejor posición |
| ------------------------------------------------------- | -------------- |
| Austria (Ö3 Austria Top 40)                             | 35             |
| Bélgica (Flandes) (Ultratop 50)                         | 41             |
| República Checa (Singles Digitál Top 100)               | 30             |
| Unión Europea Euro Digital Songs (Billboard)            | 14             |
| Finlandia (OFC)                                         | 12             |
| Alemania (Offizielle Deutsche Charts)                   | 60             |
| Global 200 (Billboard)                                  | 67             |
| Grecia (IFPI)                                           | 18             |
| Hungría (Stream Top 40)                                 | 32             |
| Irlanda (IRMA)                                          | 38             |
| Italia (FIMI)                                           | 6              |
| Japón Hot Overseas (Billboard)                          | 10             |
| Lituania (AGATA)                                        | 2              |
| Países Bajos (Mega Single Top 100)                      | 48             |
| Nueva Zelanda Hot Singles (RMNZ)                        | 21             |
| Noruega (VG-lista)                                      | 28             |
| Portugal (AFP)                                          | 67             |
| Eslovaquia (Singles Digitál Top 100)                    | 27             |
| Suecia (Sverigetopplistan)                              | 30             |
| Suiza (Schweizer Hitparade)                             | 33             |
| Reino Unido (UK Singles Chart)                          | 53             |
| Estados Unidos Hot Rock & Alternative Songs (Billboard) | 21             |